# Scotland Tri-Nation Series 2025
Die Scotland Tri-Nation Series 2025 waren zwei Cricket-Turniere, die in Schottland im jeweils ODI- und Twenty20-Cricket ausgetragen wurden. Die ODI-Serie war Bestandteil der ICC Cricket World Cup League 2 2024–2026. An beiden Drei-Nationen-Turnier traten neben dem Gastgeber Schottland die Nationalmannschaften aus Nepal und den Niederlanden gegeneinander an. Die beiden Turniere wurden zwischen dem 2. und 20. Juni 2025 ausgetragen. Nepal gewann das ODI-Turnier, während Schottland das Twenty20-Turnier gewann.

## Scotland Tri-Nation Series 2025 (ODI)

### Format
In einer Gruppe spielt jede Mannschaft gegen jede andere zwei Mal. Für einen Sieg gibt es zwei, für ein Unentschieden oder No Result einen Punkt.

### Stadion
Als Austragungsort wurde das folgende Stadion ausgewählt.
| Stadion  | Stadt  | Kapazität | Spiele        |
| -------- | ------ | --------- | ------------- |
| Forthill | Dundee | 05.000    | 1. – 6. Spiel |

### Kaderlisten
Die Mannschaften gaben vor der Tri-Series folgende Kader bekannt.
| ODI | ODI | ODI |
| Schottland | Nepal | Niederlande |
| --- | --- | --- |
| - Richie Berrington (K) - Charlie Cassell - Matthew Cross (wk) - Jasper Davidson - Oliver Davidson - Jack Jarvis - Mackenzie Jones - Michael Leask - Finlay McCreath - Brandon McMullen - George Munsey - Liam Naylor - Safyaan Sharif - Charlie Tear (wk) - Mark Watt | - Rohit Paudel (K) - Dipendra Singh Airee (VK) - Basir Ahamad - Kushal Bhurtel - Rijan Dhakal - Gulshan Jha - Sompal Kami - Karan KC - Sandeep Lamichhane - Lalit Rajbanshi - Anil Sah (wk) - Bhim Sharki - Aarif Sheikh - Aasif Sheikh (wk) - Nandan Yadav | - Scott Edwards (K, wk) - Shariz Ahmad - Wesley Barresi - Noah Croes - Aryan Dutt - Ben Fletcher - Vivian Kingma - Kyle Klein - Michael Levitt - Zach Lion-Cachet - Teja Nidamanuru - Max O’Dowd - Vikramjit Singh - Roelof van der Merwe - Paul van Meekeren |

### Spiele
Tabelle
| Teams       | Sp. | S | N | NR | P | NRR    |
| ----------- | --- | - | - | -- | - | ------ |
| Nepal       | 4   | 3 | 1 | 0  | 6 | +0.162 |
| Schottland  | 4   | 2 | 2 | 0  | 4 | +0.174 |
| Niederlande | 4   | 1 | 3 | 0  | 2 | −0.341 |

Spiele
| 2. Juni Scorecard | Dundee | Schottland 296-7 (50)      | – | Nepal 297-9 (49.5) |
|                   |        | Nepal gewinnt mit 1 Wicket |   |                    |

Nepal gewann den Münzwurf und entschied sich als Feldmannschaft zu beginnen. Als Spieler des Spiels wurde Karan KC ausgezeichnet. 
| 4. Juni Scorecard | Dundee | Niederlande 225 (49.1)      | – | Nepal 226-5 (47.1) |
|                   |        | Nepal gewinnt mit 5 Wickets |   |                    |

Die Niederlande gewannen den Münzwurf und entschieden sich als Schlagmannschaft zu beginnen. Als Spieler des Spiels wurde Aarif Sheikh ausgezeichnet. 
| 6. Juni Scorecard | Dundee | Schottland 262-9 (50)          | – | Niederlande 218 (45) |
|                   |        | Schottland gewinnt mit 44 Runs |   |                      |

Die Niederlande gewannen den Münzwurf und entschieden sich als Feldmannschaft zu beginnen. Als Spieler des Spiels wurde Mark Watt ausgezeichnet. 
| 8. Juni Scorecard | Dundee | Schottland 323-6 (50)         | – | Nepal 321 (50) |
|                   |        | Schottland gewinnt mit 2 Runs |   |                |

Schottland gewann den Münzwurf und entschied sich als Schlagmannschaft zu beginnen. Als Spieler des Spiels wurde Michael Leask ausgezeichnet. 
| 10. Juni Scorecard | Dundee | Nepal 236-9 (50)          | – | Niederlande 220 (49.2) |
|                    |        | Nepal gewinnt mit 16 Runs |   |                        |

Die Niederlande gewannen den Münzwurf und entschieden sich als Feldmannschaft zu beginnen. Als Spieler des Spiels wurde Aarif Sheikh ausgezeichnet. 
| 12. Juni Scorecard | Dundee | Schottland 369-6 (50)             | – | Niederlande 374-6 (49.2) |
|                    |        | Niederlande gewinnt mit 4 Wickets |   |                          |

Schottland gewann den Münzwurf und entschied sich als Schlagmannschaft zu beginnen. Als Spieler des Spiels wurde Max O’Dowd ausgezeichnet.

## Scotland Tri-Nation Series 2025 (T20)

### Format
In einer Gruppe spielt jede Mannschaft gegen jede andere zwei Mal. Für einen Sieg gibt es zwei, für ein Unentschieden oder No Result einen Punkt.

### Stadion
Als Austragungsort wurde das folgende Stadion ausgewählt.
| Stadion | Stadt   | Kapazität | Spiele        |
| ------- | ------- | --------- | ------------- |
| Titwood | Glasgow | 06.000    | 1. – 6. Spiel |

### Kaderlisten
Die Mannschaften gaben vor der Tri-Series folgende Kader bekannt.
| ODI | ODI | ODI |
| Schottland | Nepal | Niederlande |
| --- | --- | --- |
| - Richie Berrington (K) - Matthew Cross (wk) - Jasper Davidson - Jack Jarvis - Mackenzie Jones - Michael Leask - Gavin Main - Chris McBride - Finlay McCreath - Brandon McMullen - George Munsey - Liam Naylor - Safyaan Sharif - Mark Watt | - Rohit Paudel (K) - Dipendra Singh Airee (VK) - Basir Ahamad - Lokesh Bam - Kushal Bhurtel - Rijan Dhakal - Gulshan Jha - Sandeep Lamichhane - Sompal Kami - Karan KC - Lalit Rajbanshi - Anil Sah (wk) - Bhim Sharki - Aarif Sheikh - Aasif Sheikh (wk) - Rupesh Singh - Kiran Thagunna - Nandan Yadav | - Scott Edwards (K, wk) - Shariz Ahmad - Wesley Barresi - Noah Croes - Aryan Dutt - Ben Fletcher - Vivian Kingma - Kyle Klein - Michael Levitt - Zach Lion-Cachet - Teja Nidamanuru - Max O’Dowd - Vikramjit Singh - Roelof van der Merwe - Paul van Meekeren |

### Spiele
Tabelle
| Teams       | Sp. | S | N | NR | P | NRR    |
| ----------- | --- | - | - | -- | - | ------ |
| Schottland  | 4   | 2 | 2 | 0  | 4 | +0.672 |
| Nepal       | 4   | 2 | 2 | 0  | 4 | −0.291 |
| Niederlande | 4   | 2 | 2 | 0  | 4 | −0.385 |

Spiele
| 15. Juni Scorecard | Glasgow | Schottland 160-8 (20)          | – | Niederlande 121 (18.1) |
|                    |         | Schottland gewinnt mit 39 Runs |   |                        |

Die Niederlande gewannen den Münzwurf und entschieden sich als Feldmannschaft zu beginnen. Als Spieler des Spiels wurde Finlay McCreath ausgezeichnet. 
| 16. Juni Scorecard | Glasgow | Niederlande 152-7 (20) / 19-0 (1) / 17-1 (1) / 6-0 (0.1) | – | Nepal 152-8 (20) / 19-1 (1) / 17-0 (1) / 0-2 (0.4) |
|                    |         | Spiel unentschieden (Niederlande gewinnt im Super Over)  |   |                                                    |

Nepal gewann den Münzwurf und entschied sich als Feldmannschaft zu beginnen. Als Spieler des Spiels wurde Zach Lion-Cachet ausgezeichnet. 
| 17. Juni Scorecard | Glasgow | Schottland 97 (19.4)        | – | Nepal 98-8 (19.5) |
|                    |         | Nepal gewinnt mit 2 Wickets |   |                   |

Nepal gewann den Münzwurf und entschied sich als Feldmannschaft zu beginnen. Als Spieler des Spiels wurde Sandeep Lamichhane ausgezeichnet. 
| 18. Juni Scorecard | Glasgow | Niederlande 198-7 (20)          | – | Schottland 181-9 (20) |
|                    |         | Niederlande gewinnt mit 17 Runs |   |                       |

Schottland gewann den Münzwurf und entschied sich als Feldmannschaft zu beginnen. Als Spieler des Spiels wurde Michael Levitt ausgezeichnet. 
| 19. Juni Scorecard | Glasgow | Niederlande 174-7 (20)      | – | Nepal 180-4 (19.4) |
|                    |         | Nepal gewinnt mit 6 Wickets |   |                    |

Nepal gewann den Münzwurf und entschied sich als Feldmannschaft zu beginnen. Als Spieler des Spiels wurde Michael Levitt ausgezeichnet. 
| 20. Juni Scorecard | Glasgow | Schottland 193-5 (20)          | – | Nepal 159 (18.5) |
|                    |         | Schottland gewinnt mit 34 Runs |   |                  |

Schottland gewann den Münzwurf und entschied sich als Schlagmannschaft zu beginnen. Als Spieler des Spiels wurde George Munsey ausgezeichnet.